# Ruprechtia albida
Ruprechtia albida är en slideväxtart som beskrevs av Pendry. Ruprechtia albida ingår i släktet Ruprechtia och familjen slideväxter. Inga underarter finns listade i Catalogue of Life.